# Leben hinter Masken
Leben hinter Masken (Originaltitel chinesisch 七小福, Pinyin Qī xiǎo fú, Jyutping Cat1 siu2 fuk1 – „die sieben kleinen Glückssterne, die kleinen glücklichen Sieben“, internationaler Titel englisch Painted Faces) ist ein Hongkong-Film unter der Regie von Alex Law. Der Film wurde erstmals 1988 veröffentlicht und ist auf Kantonesisch gedreht.
Der chinesische Titel bezieht sich auf die junge Darstellertruppe der Pekingoper Seven Little Fortunes – Jackie Chan (aka Yuen Lau), Sammo Hung (aka Samo Hung aka Yuen Lung), Yuen Wah, Yuen Biao und seine „Opern-Brüder“, die später sich erfolgreich in der Hongkonger Filmbranche etablieren konnten. Der Film konzentriert sich auf Meister Yu, ihren Lehrer, und die Erziehungsmethoden seiner Schützlinge.

## Handlung
Im Jahr 1962 erfüllt sich der Traum des neunjährigen A Long: Endlich akzeptiert ihn der berühmte Ausbilder Yu, ein Meister des Pekingopers. Die Lehrzeit währt zehn Jahre – für A Long eine ebenso harte wie aufregende Zeit. Doch die Schinderei garantiert keine sichere Zukunft, die Besucherzahlen der Pekingpper sind rückläufig. Die Rettung: das aufblühende Actionkino braucht guttrainierte, junge Burschen.

## Kritik
„Publikumsattraktiv und mit Melancholie erzählter, grandios inszenierter Abgesang auf eine aussterbende chinesische Kunstform. Nach einer autobiografischen Geschichte von Samo Hung inszeniert.“

## Auszeichnungen

### Gewonnen
8. Hong Kong Film Award
- Bester Schauspieler (Sammo Hung)
- Beste Kameraführung (David Chung)

25. Golden Horse Award
- Bester Film

### Nominierung
8. Hong Kong Film Award
- Bester Film
- Beste Regie (Alex Law)
- Bestes Drehbuch (Alex Law, Mabel Cheung)
- Bester Schnitt (Kwong Chi Leung, Yu Tun)